# WTA Tour Championships 2010 - Doppio
Il doppio  del WTA Tour Championships 2010 è stato un torneo di tennis facente parte del WTA Tour 2010.
Nuria Llagostera Vives e María José Martínez Sánchez erano le detentrici del titolo, ma quest'anno non hanno raggiunto la qualificazione.
Gisela Dulko e Flavia Pennetta hanno battuto in finale Květa Peschke e Katarina Srebotnik con il punteggio di 7–5, 6–4.

## Teste di serie
1. Gisela Dulko /  Flavia Pennetta (campionessa)
2. Květa Peschke /  Katarina Srebotnik (finale)

1. Lisa Raymond /  Rennae Stubbs (semifinale)
2. Vania King /  Jaroslava Švedova (semifinale)

## Tabellone

### Legenda
| - Q = Qualificato - WC = Wild card - LL = Lucky loser | - ALT = Alternate - SE = Special Exempt - PR = Protected Ranking | - w/o = Walkover - r = Ritirato - d = Squalificato |